# Goliardicus Ordo Solis Orientis
Pour les articles homonymes, voir Ordre du Soleil (homonymie).
 (décembre 2022).
Le Goliardicus Ordo Solis Orientis (ordre du Soleil de l’Orient) ou G.O.S.O. est l’ordre goliardique souverain de l’Université de Trieste créé officiellement en décembre 1945. 
Il est composé des chefs de tous les ordres goliardiques vassaux. Chacun d'entre eux porte le titre de Maestro del G.O.S.O. (Maître du G.O.S.O.) et sont sous la direction du Gran Maestro del G.O.S.O. (Grand Maître du G.O.S.O.), également appelé D.E.A.T., c'est-à-dire Divinus Etereus Atomicus Tribunus (Divin Tribun Atomique Éthéré) ou Principe della Goliardia Triestina (Prince de la Goliardia Triestine), ou plus simplement Tribuno (Tribun).
Le territoire du G.O.S.O. va du Quarnaro au Tagliamento, et des Alpes à l'Adriatique, îles comprises.

## Histoire
Après la fondation de l'ordre, le premier Tribuno (Tribun) élu en 1946 est Ninus Tribunus. Il promulgue la même année la première constitution du G.O.S.O. 
La charge de Ninus Tribunus est alors double :
- En tant que Tribuno il parle au nom du G.O.S.O.

- En tant que Gran Maestro ou Magnus Magister (Grand Maître) il commande le G.O.S.O.

Jusqu'au Tribuno Tullius Tergestinus les charges de Tribuno et de Gran Maestro ou Magnus Magister (Grand Maître) se confondaient. Mais il arriva en 1957 que la figure de Tribuno prenne un caractère politique et qu'il ne représente plus les ordres goliardiques, qui sont festifs et apolitiques. 
Cette année-là, un homme politique représentant le parti de la Démocratie chrétienne, alors au pouvoir en Italie, parvient à se faire élire Tribuno. Il s'appelle Michele Zanetti et n'est pas un goliard. Le G.O.S.O. refuse alors de le reconnaître comme Magnus Magister (Grand Maître). Plutôt qu'accepter un politique comme chef, il choisit de ne plus avoir de chef durant plus de cinq années. 
C'est seulement en 1963 que le G.O.S.O. recommence à élire son chef, avec la cérémonie traditionnelle de l'urlo e strappo (cri et déchirure). 
De 1969 jusqu'à 1972, le G.O.S.O. s'est appelé Tribunatus Solis Orientis (Tribunat du Soleil de l'Orient), et était également connu sous le nom de Tribunato degli Studenti (Tribunat des Étudiants). 
En 1972, une nouvelle constitution du G.O.S.O. est adoptée, œuvre des sept ordres goliardiques qui le composent. La rédaction de cette constitution sera à nouveau modifiée en 1979 pour l'adapter à l'évolution générale.

## Ordres vassaux
Ils sont aujourd'hui au nombre de dix :
- A.G.S.C.V. Alma Goliardica Societas Clerici Vagantes (L'Âme Goliardique des Sociétés de Clercs Itinérants)
- M.G.O. Mercedis Goliardicus Ordo (Ordre Goliardique de la Récompense)
- S.S.G.O. Serenissimus Sciaquonis Goliardicus Ordo
- P.O.M.O. Portoguensis Orbis Magnus Ordo (Ordre Portugais du Grand Anneau)[1]
- D.R.A.G.O. Draconis Refulgentis Aurimantati Goliardicus Ordo[2]
- P.P.O.E.T. Pollens Potensque Ordo Equitum Teutonicorum
- A.G.O. Angeli Goliardicus Ordo (Ordre Goliardique des Anges)[3]
- L.A.G.O. Lunaticus Astralisque Goliardicus Ordo (Ordre Goliardique Astral Aliéné)[4]
- G.U.F.O. Goliardicus Universalis Fabulosus Ordo (Ordre Goliardique Universel et Fabuleux)[5]
- T.I.S.N. Tenebroso Impero dei Signori della Notte (Empire Ténébreux des Seigneurs de la Nuit)

## Liste des 29 premiersGran Maestri(Grands Maîtres) du G.O.S.O.
|    | Nom                         | Début du règne | Fin du règne |
| -- | --------------------------- | -------------- | ------------ |
| 1  | Ninus Tribunus              | 1946           | 1947         |
| 2  | Petrus Popolanus            | 1947           | 1948         |
| 3  | Tullius Dalmaticus          | 1948           | 1949         |
| 4  | Enzus Olimpicus             | 1949           | 1950         |
| 5  | Tinus Barbanigra            | 1950           | 1951         |
| 6  | Peppus Aenotrius            | 1951           | 1952         |
| 7  | Peppus Aenotrius            | 1952           | 1953         |
| 8  | Ninilus Tribunus            | 1953           | 1954         |
| 9  | Ninilus Tribunus            | 1954           | 1955         |
| 10 | Linus Pannonicus            | 1955           | 1956         |
| 11 | Maximus Tribunus            | 1956           | 1957         |
| 12 | Tullius Tergestinus         | 1956           | 1957         |
| 13 | Tullius Tergestinus         | 1957           | 1958         |
| 14 | Claudius Tergestinus        | 1963           | 1964         |
| 15 | Tojus Hitrius               | 1964           | 1965         |
| 16 | Carolus                     | 1965           | 1966         |
| 17 | Robertus Latinus Phamelicus | 1969           | 1970         |
| 18 | Robertus Tergestinus        | 1970           | 1971         |
| 19 | Elefante                    | 1971           | 1972         |
| 20 | Udo Nostalgicus Bleifrei    | 1992           | 1993         |
| 21 | Trinità Deorum Flagellum    | 1993           | 1994         |
| 22 | Asti Obscura Pervicax       | 1994           | 1995         |
| 23 | Pasus Mixaculus             | 1995           | 1996         |
| 24 | Nemo                        | 1996           | 1997         |
| 25 | Novus Apollus               | 1997           | 1998         |
| 26 | Sandro Restaurator          | 2001           | 2002         |
| 27 | Esteban Classicus           | 2003           | 2004         |
| 28 | Esteban Classicus           | 2004           | 2005         |
| 29 | Esteban Classicus           | 2005           | 2006         |

## Source
- (it) Cet article est partiellement ou en totalité issu de l’article de Wikipédia en italien intitulé « Goliardicus Ordo Solis Orientis » (voir la liste des auteurs).

## Articles liés
- Goliardia
- Lunaticus Astralisque Goliardicus Ordo
- Ifigonia in Culide
- Société festive et carnavalesque